# Kayapo

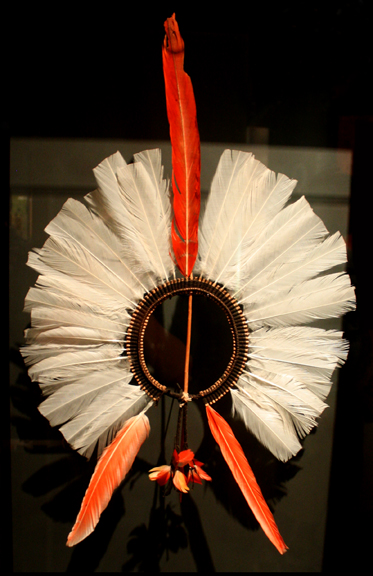
Kayapo hoofdtooi

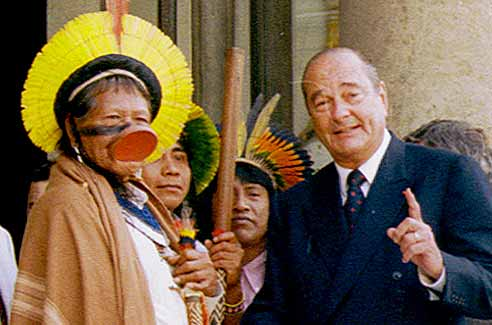
Raoni Metuktire met lipschotel bij Jacques Chirac

De Kayapo of Caiapó zijn indianen in Brazilië die wonen op de vlakte van Mato Grosso en Pará, zuidelijk van de Amazone en rond de Xingurivier en zijn bijrivieren.
In 2007 waren ze met 7062 en in 2010 waren ze met 8638. Ze wonen in dorpen van een dozijn hutten met in het midden een hut voor ontmoeting en overleg. De naam Kayapó betekent: zij die op apen lijken. De Kayapó mannen voeren een ritueel uit waarbij ze apenmaskers dragen. Zelf noemen ze zich Mebêngôkre, mensen van het water.
Ze spreken de Kayapotaal, die behoort tot de Jê-talen.
De Kayapo doorboren de lip van een jongetje enkele dagen na de geboorte. Daarna vergroten ze de opening geleidelijk, tot ze in de puberteit een lipschotel inbrengen. Mijnbouw waaronder goudmijnen en houtkap bedreigde het regenwoud waarin ze leefden. De Kayapo vielen houthakkers en mijnwerkers aan. Sommige Kayapo gingen voor de blanken werken.
Later bedreigde de bouw van een reeks hydro-elektrische centrales hun land. Onder leiding van Paulinho Paiakan verzamelden de Kayapo in de Altamira Gathering, een demonstratie voor de geplande Belo Monte Stuwdam in Altamira, Pará duurde verschillende dagen en trok de aandacht van de wereldpers. Ook de rockster Sting was daar. De Wereldbank weigerde de lening en de Braziliaanse regering trok het plan in. In 2012 werd alsnog beslist tot de bouw.
De Kayapo mannen kappen bomen en de vrouwen steken het land in brand. Daarop telen ze onder meer maniok. Na enkele jaren trekken ze verder.
De Kayapo eten 250 soorten planten en bereiden geneesmiddelen uit 650 verschillende planten. Ze leveren aan The Body Shop.